# 230年代
230年代（にひゃくさんじゅうねんだい）は、西暦（ユリウス暦）230年から239年までの10年間を指す十年紀。